# Villa La Riccia
Villa La Riccia (in origine Villa Miradois) è una delle ville storiche di Napoli, sita nella zona di Capodimonte.
L'edificio fu costruito sulla collina dal marchese Miradois reggente della Gran Corte della Vicaria, che promosse la sua edificazione nel Cinquecento. 
La famiglia edificò pure, come d'uso all'epoca, un importante palazzo nobiliare all'interno delle mura, oggi contrassegnato dal civ. 152 di via Duomo (Palazzo Miradois).
Una tradizione, definitivamente accantonata, voleva che la denominazione della Villa derivasse semplicemente dall'espressione spagnola "mira-todos", riconducibile ad una visuale panoramica a tutto tondo. Subì vari passaggi di proprietà e fu acquistata infine dal principe di Capua della Riccia, proprietario che trasformò così radicalmente l'edificio da imporre come principale la sua seconda denominazione.
Nel 1812, sulla collina ove sorge la struttura in questione, venne eretto l'Osservatorio Astronomico e la palazzina neoclassica della Specola. L'antico casino, con terrazza panoramica, a pianta rettangolare a due piani e adiacente alla struttura borbonica, venne rifatto anch'esso secondo dettami neoclassici; nel corso del tempo ha ospitato dapprima le abitazioni degli astronomi e poi degli uffici.